# سوپر جام فوتبال آلمان
سوپر جام فوتبال آلمان (به آلمانی: DFL-Supercup) (آلمانی: [de: ʔɛf ˈɛl: ˈzu:.pɐ.kap] ()) یا سوپرجام آلمان رقابتی است سالانه، که مابین قهرمان بوندس لیگا و قهرمان جام حذفی فوتبال آلمان برگزار می‌شود.
اولین دوره سوپر جام فوتبال آلمان در سال ۱۹۸۷ میلادی انجام شد اما این مسابقه در سال‌های ۱۹۹۷ تا ۲۰۰۹ برگزار نشد و به جای آن از سال ۱۹۹۷ تا ۲۰۰۷ رقابتهای لیگا پوکال برگزار شد سالهای ۲۰۰۸ و ۲۰۰۹ رقابت سوپر جام به صورت غیررسمی برگزار شد و سپس از سال ۲۰۱۰ بعد از وقفه‌ای چند ساله مجدداً برگزاری مسابقه سوپرجام به صورت رسمی ادامه پیدا کرد.
باشگاه بایرن مونیخ با ده قهرمانی بیشترین سهم را در این سری از مسابقات دارد.

## روش برگزاری
این دیدار به صورت تک بازی می‌باشد و چند روز پیش از آغاز فصل جدید مسابقات بوندس‌لیگا برگزار می‌شود.
تیم‌های حاضر:
1. قهرمان بوندس‌لیگا
2. قهرمان دی‌اف‌بی پوکال

در صورتی که قهرمان بوندس‌لیگا و دی‌اف‌بی پوکال یک تیم باشد، نایب‌قهرمان بوندس‌لیگا (نماینده بوندس‌لیگا) به مصاف قهرمان دی‌اف‌بی پوکال (نماینده دی‌اف‌بی پوکال) می‌رود.

## قهرمانی بر پایهٔ باشگاه
| تیم                 | قهرمانی | نایب قهرمانی | سال‌های قهرمانی                                                  | سالهای نایب قهرمانی                |  |
| ------------------- | ------- | ------------ | --------------------------------------------------------------- | ---------------------------------- |  |
| بایرن مونیخ         | ‌ ۱۱     | ۶            | ۱۹۸۷، ۱۹۹۰، ۲۰۱۰، ۲۰۱۲، ۲۰۱۶، ۲۰۱۷، ۲۰۱۸، ۲۰۲۰، ۲۰۲۲،۲۰۲۱، ۲۰۲۵ | ۱۹۸۹، ۱۹۹۴، ۲۰۱۳، ۲۰۱۴، ۲۰۱۵، ۲۰۱۹ |  |
| بروسیا دورتموند     | ۶       | ۶            | ۱۹۸۹، ۱۹۹۵، ۱۹۹۶، ۲۰۱۳، ۲۰۱۴، ۲۰۱۹                              | ۲۰۱۱، ۲۰۱۲، ۲۰۱۶، ۲۰۱۷، ۲۰۲۰ ،۲۰۲۱ |  |
| وردر برمن           | ۳       | ۱            | ۱۹۸۸، ۱۹۹۳، ۱۹۹۴                                                | ۱۹۹۱                               |  |
| کایزرسلاوترن        | ۱       | ۲            | ۱۹۹۱                                                            | ۱۹۹۰، ۱۹۹۶                         |  |
| شالکه ۰۴            | ۱       | ۱            | ۲۰۱۱                                                            | ۲۰۱۰                               |  |
| اشتوتگارت           | ۱       | ۱            | ۱۹۹۲                                                            | ۲۰۲۵                               |  |
| وولفسبورگ           | ۱       | ۰            | ۲۰۱۵                                                            | –                                  |  |
| اینتراخت فرانکفورت  | ۰       | ۲            | –                                                               | ۱۹۸۸، ۲۰۱۸                         |  |
| هامبورگ             | ۰       | ۱            | –                                                               | ۱۹۸۷                               |  |
| هانوفر              | ۰       | ۱            | –                                                               | ۱۹۹۲                               |  |
| بایر ۰۴ لورکوزن     | ۰       | ۱            | –                                                               | ۱۹۹۳                               |  |
| بروسیا مونشن‌گلادباخ | ۰       | ۱            | –                                                               | ۱۹۹۵                               |  |